# Jan z Szamotuł
Jan z Szamotuł, przydomek: Paterek (ur. ok. 1480 w Szamotułach, zm. 9 stycznia 1519) – polski prawnik, teolog, nauczyciel akademicki, filolog, duchowny rzymskokatolicki, kaznodzieja i autor kazań. Pionier języka polskiego. Profesor Akademii Krakowskiej.

## Życiorys
Był Wielkopolaninem (pochodził z mieszczańskiej rodziny w Szamotułach), studiującym (od 1500) na Akademii Krakowskiej, na której w 1502 został bakałarzem, a w 1504 magistrem artium. W czasie studiów pozostawał pod opieką Wojciecha Krypy (nadwornego lekarza króla Aleksandra Jagiellończyka). Prawdopodobnie jeszcze w tym samym roku 1504, wstąpił do zakonu bernardynów (gdzie uzyskał przydomek Paterek), by po roku opuścić (1505) nowicjat i powrócić na uczelnię. W 1506 występuje tam już jako profesor, objaśniając listy Jana z Oświęcimia (Sakrana) i F. Filelfa. Jednocześnie został kaznodzieją przy kościele św. Anny. W 1513 uzyskał tytuł doktora dekretów. 
Nie jest znana data objęcia przezeń probostwa w Pobiedrzu; wiadomo natomiast, że spór o dziesięciny związany z tą funkcją stał się przyczyną jego śmierci (9 stycznia 1519) – został bowiem zamordowany zdradziecko przez szlachcica Russockiego we własnym jego domu, w majątku pod Czernichowem.

## Twórczość
Spośród 3 przypisywanych mu kazań maryjnych – dwóch o Niepokalanym Poczęciu i jednego o Narodzeniu Maryi Panny – tylko I i III bez wątpienia wyszły spod jego pióra. Kazania powstały w latach 1506-1518, a zachowały się w sporządzonej niewiele później kopii (Książnica Miejska w Toruniu). Wszystkie posiadają formę średniowiecznych traktatów scholastycznych, dowodzących prawdy o Niepokalanym Poczęciu Maryi na podstawie argumentów biblijnych, patrystycznych, spekulatywnych, liturgicznych i apokryficznych.
Kazanie I mogło powstać podczas odbywania przez Jana z Szamotuł nowicjatu bernardyńskiego (1504-1505?) lub po tym okresie, w czasie pracy kaznodziejskiej; ostateczną granicę czasową stanowi data śmierci autora, a więc 9 stycznia 1519.
Przedstawione ostatnio (przez M. Karplukównę) wnioski, płynące z badań porównawczych nad językiem i stylem zbioru wykazały istotne podobieństwo zachodzące pomiędzy kazaniem I i III, w odróżnieniu od kazania II. Np. w kazaniach I i III pojawia się forma krom, w kazaniu II jest ona nieobecna; w kazaniu II występują: hiperpoprawne ja- (np. Jawa zamiast Jewa), słowa wielki, iże, aże, rodzący.
Analizie nauki oraz poszczególnych, wspierających ją argumentów zostały w całości poświęcone kazania I i II. Każde z nich omawia jednak ów problem nieco inaczej. Zachowując podobną strukturę kompozycyjną (temat – divisio: rozłożenie materii na ponumerowane kwestie i pytania, po których następują ujęte w ciąg liczbowy odpowiedzi, np. wywod pierwszy, wywod wtory, wywod trzeci, wywod czwarty itd. – modlitewne zakończenie), i posługując się obficie materiałem erudycyjnym w postaci nader licznych odwołań do autorytetów kościelnych – stosują, jak to już wcześniej podkreślono, zespół odmiennych środków stylistyczno-językowych.
Suchy tok wywodu kazania I (autorstwa Paterka), wyraźnie dostosowany do potrzeb i wymagań intelektualnych "uczonego" odbiorcy, zbliża się do traktowego rozważania teologicznego, według konwencji przyjętych w piśmiennictwie naukowym. Kazanie to zdaje się reprezentować wymowę uniwersytecką. Kazanie II zostało ułożone stylem swobodniejszym, mniej sformalizowanym, o większym nasyceniu elementami emocjonalnymi. Swoiste piętno nadają mu pełne ekspresji apostrofy do Marii oraz dość licznie rozrzucone w tekście bezpośrednie zwroty do słuchaczy, np. Słuchajmyż, które poczęcie było pierwsze jej miłości [...] albo Baczmyż tu, iż tę miłą pannę Syn Boży z wieczności bostwa swego wybrał sobie być matką [...].
- Trzy kazania o Najśw. Pannie Maryi, powst. prawdopodobnie w latach 1506-1518, wyd.: L. Malinowski pt. "Magistra Jana z Szamotuł, dekretów doktora, Paterkiem zwanego, kazania o Marii Pannie Czystej", Sprawozdanie Komisji Językowych AU, t. 1 (1880) i odb. – fragmenty przedr.: A. A. Kryński i M. Kryński Zabytki języka staropolskiego, Warszawa 1918; wyd. 2 Warszawa 1925 – S. Vrtel-Wierczyński Wybór tekstów staropolskich, Lwów 1930; także wyd. 2 Warszawa 1950; także wyd. 3 Warszawa 1963 – S. Vrtel-Wierczyński "Średniowieczna proza polska", wyd. 2 zmienione, Wrocław 1959, Biblioteka Narodowa, seria I, nr 68; rękopis (odpis z około 1523; według M. Karlpukówny powst. 1523-1525) w Książnicy im. M. Kopernika w Toruniu, sygn. R. IV°, 26, (odznaczają się dobrą polszczyzną oraz pomieszaniem tez i dowodów teologicznych z elementami apokryficznymi; według M. Karlpukówny, Paterek jest autorem kazania I i III; kazanie drugie – anonimowe).